# Trichophallus murua
Trichophallus murua (лат.) — вид кузнечиков рода Trichophallus из подсемейства Conocephalinae (Salomonina, Agraeciini, Tettigoniidae). Океания: Папуа — Новая Гвинея, провинция Галф, Murua Agricultural Station (около Керема). Видовое название происходит от названия места нахождения.

## Описание
Кузнечики средних размеров (длина тела около 2 см). Основная окраска тела желтовато-коричневая. T. murua похож на T. solomona по форме последнего тергита самца и субгенитальной пластинки; также сходны церки, но конец церкуса и внутренний выступ имеют небольшие, но отчетливые различия: внутренний зубец церкуса менее концевой, чем у T. solomona. Титиллаторы T. murua длинные и слабо изогнуты в базальной области, а узкий конический внутренний выступ вставляется в начале примерно апикальной трети, в то время как у T. solomona они сильно изогнуты в базальной половине, а внутренний зубец короче и возникает в субапикальной области церкуса. Субгенитальная пластинка самки имеет менее расширенные доли, которые не касаются друг друга по средней линии, в то время как у T. solomona они шире и касаются или слегка перекрываются по средней линии.